# Type Control
Type Control(또는 Type Control yongshin)은 대한민국의 성우이자 가수 이용신의 데뷔 정규 음반이다. 디지털 음원은 2013년 11월 15일, 피지컬 음반은 같은 해 11월 19일에 각각 발매됐다. 앨범 수록곡은 총 9곡이며, 타이틀곡은 <그대 때문에>이다. 또한, 이 음반에는 일본 TV 애니메이션 《캐릭캐릭 체인지》 한국어 더빙판의 여는 노래 <또 다른 나>가 보너스 트랙으로 실려 있다.
수록곡 <지금은 사랑할 시간>을 쓴 작곡가 박형준과 성우 김장이 이 음반에 피처링으로 참여했다. 발매에 앞서, Type Control은 대한민국 성우가 발표하는 최초의 정규 음반으로 소개되었다.
Type Control은 2013년 11월 다섯째 주 가온 앨범 차트에 62위(국내 앨범 부문 차트에는 54위)로 진입했다.

## 개요
Type Control의 제작 비용은 크라우드펀딩 사이트 '유캔펀딩'에서 2013년 7월 31일부터 같은 해 9월 30일까지 진행된 기부 프로젝트를 통해 모금되었다. 본래의 목표액은 200만원이었으나, 팬들의 후원 덕분에 프로젝트 마감 무렵에는 모금액이 1,200만원을 넘겼다.
이용신의 공식 트위터에 따르면, 이 음반에는 NG 컷 트랙(<In the Booth>)을 포함해 모두 9곡이 실려 있다. 발라드부터 록, 보사노바 등 장르가 다양해, 마치 게임에서 타입별로 캐릭터를 고르듯 음반에서도 타입별로 장르를 선택해 음악을 들을 수 있다. 이용신은 음반 수록곡 중 <Nine Tales Maid>와 <No Day But Today>를 직접 작사했고, 동료 성우 김장이 <지금은 사랑할 시간>에 피처링으로 참여했다. 또한, 이 음반에는 일본 TV 애니메이션 《캐릭캐릭 체인지》 한국어 더빙판의 여는 노래 <또 다른 나>가 수록되어 있는데, 2003년 성우로 데뷔한 이후 자신의 정규 앨범을 기다려 준 팬들에 대한 감사의 마음으로 가수 본인이 실은 보너스 트랙이다.
본디 Type Control은 2013년 10월 말 발매를 목표로 제작되었으나, 같은 해 10월 29일에 발표된 공지의 내용에 따라, 앨범의 더 나은 완성도를 위해 발매일을 다음 달로 연기했다.

## 발매 과정
2013년 11월 12일, 이용신은 나인테일 엔터테인먼트의 유튜브 계정을 통해 타이틀곡 <그대 때문에>의 티저 영상을 공개했다. 타이틀곡 음원과 뮤직 비디오는 3일 뒤 Type Control 음반의 전곡과 함께 공개되었다.

## 트랙 리스트
| #            | 제목                                                         | 작사           | 작곡         | 재생 시간 |
| ------------ | ------------------------------------------------------------ | -------------- | ------------ | --------- |
| 1.           | 〈Little Blossom〉                                           | 김현           | 김현         | 3:46      |
| 2.           | 〈그대 때문에〉                                              | 배은정         | 권규진       | 3:54      |
| 3.           | 〈지금은 사랑할 시간〉 (Feat. 박형준, 김장)                  | 박형준         | 박형준       | 3:31      |
| 4.           | 〈In the Booth〉 (NG 컷 트랙)                                |                |              | 0:36      |
| 5.           | 〈Nine Tails Maid〉                                          | 이용신, 박형준 | 박형준       | 4:02      |
| 6.           | 〈No Day But Today〉                                         | 이용신         | 노수윤       | 3:22      |
| 7.           | 〈다시 봄이 오고〉                                           | 양영호         | 양영호       | 4:30      |
| 8.           | 〈프리지아〉                                                 | 예은수         | 예은수       | 3:25      |
| 9.           | 〈또 다른 나〉 (《캐릭캐릭 체인지》 한국어 더빙판 여는 노래) | 황규동         | 황규동       | 2:57      |
| 총 재생 시간 | 총 재생 시간                                                 | 총 재생 시간   | 총 재생 시간 | 30:03     |

## 발매 일정
| 국가     | 일정             | 포맷            | 레이블                          |
| -------- | ---------------- | --------------- | ------------------------------- |
| 대한민국 | 2013년 11월 15일 | 디지털 다운로드 | 비타민 엔터테인먼트, P&M 코리아 |
| 대한민국 | 2013년 11월 19일 | CD              | 비타민 엔터테인먼트, P&M 코리아 |